# Купер, Густав Артур
Густав Артур Купер (англ. Gustav Arthur Cooper, 9 февраля 1902, College Point, Нью-Йорк — 17 октября 2000, Роли) — американский палеобиолог.
Купер родился в Колледж-Пойнте, Куинс, и учился в Колгейтском университете. Он получил высшее образование в 1924 году, и остался для получения степени магистра в 1926 году. Затем он поступил в Йельский университет, где в 1929 году получил докторскую степень. Его диссертация называлась «Стратиграфия группы Гамильтона в Нью-Йорке».
Он познакомился со своей будущей женой Джозефиной Уэллс, когда они оба изучали геологию в Йельском университете. Они поженились в 1930 году и переехали в Вашингтон, округ Колумбия.
В 1930 году он устроился помощником куратора в Отдел стратиграфической палеонтологии Национального музея США. В 1944 году он был назначен куратором отдела палеонтологии беспозвоночных. В 1957 году он стал главным хранителем отдела геологии, а через 6 лет стал председателем вновь образованного отдела палеобиологии. Он стал старшим палеобиологом в 1967 году, после чего посвятил свою жизнь исследованиям. Он вышел на пенсию в 1974 году со званием заслуженного палеобиолога. Купер умер в 2000 году.